# إف إن مينيمي
إف إن مينيمي هو مدفع رشاش خفيف بلجيكي من صناعة شركة إف إن هيرستال،دخل الخدمة في أواخر السبعينات وهو في الخدمة في أكثر من 75 دولة حول العالم.

## أنظر أيضا
- دايوو ك3